# Rosa Lindstedt
Rosa Lindstedt (Ylöjärvi, 24 gennaio 1988) è una hockeista su ghiaccio finlandese.

## Biografia
Ha rappresentato la Finlandia a tre edizioni consecutive dei Giochi olimpici invernali: Vancouver 2010, Soči 2014 e Pyeongchang 2018, vincendo due medaglie di bronzo.
È pronipote del lottatore e politico Marko Asell.

## Palmarès
- Giochi olimpici

 Bronzo a Vancouver 2010
 Bronzo a Pyeongchang 2018
- Mondiali

 Bronzo a Svezia 2015.
 Bronzo a Stati Uniti 2017.
 Argento a Finlandia 2019.
 Bronzo a Canada 2017.